# Tournoi d'ouverture du championnat de Colombie de football 2010
Navigation
Tournoi précédent Tournoi suivant
Le tournoi d'ouverture de la saison 2010 du Championnat de Colombie de football est le premier tournoi de la soixante-troisième édition du championnat de première division professionnelle en Colombie. 
Les dix-huit meilleures équipes du pays disputent le championnat semestriel qui se déroule en deux phases :
- lors de la phase régulière, les équipes s'affrontent une fois plus une rencontre face à une formation du même secteur géographique.
- la phase finale du tournoi Ouverture est modifiée à partir de cette année : seules les quatre meilleures équipes de première phase disputent la phase finale, organisée en demi-finales et finales jouées en matchs aller et retour.

C'est le club de l'Atlético Junior qui remporte la compétition, après avoir battu en finale le CD La Equidad. C'est le sixième titre de champion de l'histoire du club.

## Qualifications continentales
Le vainqueur du tournoi Ouverture se qualifie pour la phase de groupes de la prochaine édition de la Copa Libertadores. 

## Les clubs participants
| - Independiente Santa Fe - CD Los Millonarios - Envigado FC - Deportes Tolima - Once Caldas - Independiente Medellin - Boyacá Chicó - Deportivo Tuluá - Promu de Copa Premier - Deportes Quindio | - Atlético Nacional - Atlético Huila - América de Cali - Real Cartagena - Deportivo Pereira - Cucuta Deportivo - Deportivo Cali - Atlético Junior - CD La Equidad |

## Compétition
Le barème utilisé pour établir l'ensemble des classements est le suivant :
- Victoire : 3 points
- Match nul : 1 point
- Défaite : 0 point

### Phase régulière
| Rang | Équipe                  | Pts | J  | G  | N | P  | Bp | Bc | Diff |
| ---- | ----------------------- | --- | -- | -- | - | -- | -- | -- | ---- |
| 1    | Deportes Tolima         | 34  | 18 | 10 | 4 | 4  | 36 | 22 | +14  |
| 2    | Independiente MedellínT | 33  | 18 | 9  | 6 | 3  | 29 | 17 | +12  |
| 3    | Atlético Junior         | 32  | 18 | 9  | 5 | 4  | 28 | 17 | +11  |
| 4    | CD La Equidad           | 31  | 18 | 9  | 4 | 5  | 29 | 25 | +4   |
| 5    | Deportivo Cali          | 30  | 18 | 9  | 3 | 6  | 28 | 20 | +8   |
| 6    | Independiente Santa Fe  | 30  | 18 | 9  | 3 | 6  | 25 | 23 | +2   |
| 7    | Boyacá Chicó            | 29  | 18 | 8  | 5 | 5  | 25 | 24 | +1   |
| 8    | Atlético Nacional       | 28  | 18 | 9  | 1 | 8  | 28 | 24 | +4   |
| 9    | Real Cartagena          | 28  | 18 | 8  | 4 | 6  | 24 | 26 | -2   |
| 10   | Once Caldas             | 25  | 18 | 7  | 4 | 7  | 32 | 28 | +4   |
| 11   | Atlético Huila          | 24  | 18 | 6  | 6 | 6  | 30 | 26 | +4   |
| 12   | Envigado FC             | 23  | 18 | 6  | 5 | 7  | 23 | 30 | -7   |
| 13   | Cúcuta Deportivo        | 20  | 18 | 5  | 5 | 8  | 14 | 21 | -7   |
| 14   | CD Los Millonarios      | 19  | 18 | 5  | 4 | 9  | 22 | 29 | -7   |
| 15   | Deportivo Pereira       | 18  | 18 | 4  | 6 | 8  | 23 | 28 | -5   |
| 16   | América de Cali         | 16  | 18 | 4  | 4 | 10 | 18 | 28 | -10  |
| 17   | Deportivo TuluáP        | 15  | 18 | 4  | 3 | 11 | 19 | 32 | -13  |
| 18   | Deportes Quindío        | 14  | 18 | 4  | 2 | 12 | 9  | 22 | -13  |

| Résultats (▼dom., ►ext.) | AME | HUI | NAC | BOY | COR | CUC | QUI | TOL | CAL | PER | ENV | DIM | JUN | EQU | MIL | ONC | RCA | SFE |
| América de Cali          |     | 2-2 |     |     | 0-1 |     |     |     | 1-2 |     | 2-2 | 1-0 | 2-2 | 3-1 | 3-2 | 2-1 |     |     |
| Atlético Huila           |     |     |     |     | 1-1 |     |     | 1-3 | 1-0 |     | 2-2 |     | 0-0 | 4-1 | 1-1 | 3-2 |     | 3-0 |
| Atlético Nacional        | 2-0 | 2-1 |     |     |     |     |     | 1-0 | 2-0 | 3-2 |     | 1-2 | 1-0 |     |     | 1-2 | 4-2 |     |
| Boyacá Chicó             | 1-0 | 1-1 | 3-2 |     |     | 2-0 | 2-0 | 1-1 |     | 1-1 |     |     |     | 2-0 |     |     | 0-2 |     |
| Deportivo Tuluá          |     |     | 0-2 | 1-2 |     | 0-0 | 0-1 | 1-5 |     | 1-1 |     | 1-2 |     |     |     |     | 1-2 | 2-0 |
| Cúcuta Deportivo         | 3-0 | 2-3 | 1-1 |     |     |     | 1-0 | 1-0 |     | 0-2 | 2-2 |     |     |     |     | 1-0 | 2-0 |     |
| Deportes Quindío         | 2-0 | 2-1 | 0-1 |     | 1-2 |     |     | 0-3 |     | 1-0 |     |     | 1-2 |     |     | 0-2 | 0-0 |     |
| Deportes Tolima          | 2-1 | 1-0 |     |     |     |     |     |     | 3-1 | 1-0 |     | 1-1 | 2-2 |     | 2-1 | 1-1 | 3-1 |     |
| Deportivo Cali           | 1-1 |     |     | 3-0 | 5-3 | 1-1 | 2-0 |     |     |     | 1-0 |     |     | 0-0 | 4-1 |     |     | 0-1 |
| Deportivo Pereira        | 1-0 | 1-3 |     |     |     |     |     |     | 1-3 |     |     | 1-2 | 2-2 | 2-2 | 1-1 | 1-1 | 3-0 |     |
| Envigado FC              |     |     | 2-1 | 1-0 | 2-0 | 1-0 | 2-0 | 2-3 |     | 2-1 |     | 1-7 |     |     |     |     |     | 1-1 |
| Independiente Medellín   |     | 3-2 | 2-1 | 0-0 |     | 3-0 | 1-0 |     | 2-1 |     |     |     | 1-1 |     |     | 0-0 |     | 0-0 |
| Atlético Junior          |     |     |     | 3-1 | 3-2 | 2-0 |     |     | 3-0 |     | 2-0 |     |     | 2-0 | 2-0 |     | 0-3 | 2-0 |
| CD La Equidad            |     |     | 2-1 | 2-1 | 3-0 | 0-0 | 1-0 | 4-3 |     |     | 2-0 | 2-1 |     |     |     |     |     | 1-2 |
| CD Los Millonarios       |     |     | 2-1 | 2-3 | 0-2 | 2-0 | 0-0 |     |     |     | 2-1 | 3-1 |     | 1-1 |     |     |     | 2-1 |
| Once Caldas              |     |     |     | 3-3 | 2-1 |     |     |     | 0-3 | 5-1 | 3-1 |     | 1-0 | 2-3 | 3-1 |     |     | 1-2 |
| Real Cartagena           | 1-0 | 2-1 |     |     |     |     |     |     | 0-1 |     | 1-1 | 1-1 | 1-0 | 1-4 | 1-0 | 4-3 |     |     |
| Independiente Santa Fe   | 2-0 |     | 3-0 | 2-3 |     | 2-0 | 2-1 | 3-2 |     | 0-2 |     |     |     |     | 2-1 |     | 2-2 |     |

### Phase finale

#### Demi-finales
| Équipe 1        | Résultat      | Équipe 2               | Aller | Retour |
| --------------- | ------------- | ---------------------- | ----- | ------ |
| CD La Equidad   | 3 - 3 3-1 tab | Deportes Tolima        | 2 - 2 | 1 - 1  |
| Atlético Junior | 3 - 2         | Independiente Medellin | 3 - 1 | 0 - 1  |

#### Finale
| Équipe 1      | Résultat | Équipe 2        | Aller | Retour |
| ------------- | -------- | --------------- | ----- | ------ |
| CD La Equidad | 2 - 3    | Atlético Junior | 1 - 0 | 1 - 3  |

## Bilan de la saison
| Championnat de Colombie de football 2010 |                            |
| Champion                                 | Atlético Junior (6e titre) |
| Qualifications continentales             |                            |
| Copa Libertadores 2011                   | Atlético Junior            |
| Promotions et relégations                |                            |
| Promus en Liga Postobon                  | Aucun                      |
| Relégués en Torneo Postobon              | Aucun                      |